# Giselle Kañevsky
Giselle Kañevsky (Buenos Aires, 4 de agosto de 1985) es una jugadora argentina de hockey sobre césped. Formó parte de la Selección argentina conocida como Las Leonas.

## Carrera deportiva
Giselle comenzó a jugar a los siete años en el Country Los Cardales en la ciudad de Campana, pasando al Club Náutico Hacoaj tres años después, donde jugó como defensora. Se destacaba porque podía ocupar distintas posiciones.

### Selección argentina
En 2005, debutó en el Campeonato Mundial Junior en Chile, finalizando en el quinto puesto junto a "Las Leoncitas". Un año más tarde, lo hizo con la Selección mayor, llevándose el tercer puesto en el Campeonato Mundial realizado en Madrid.
Participó en los Juegos Olímpicos de Pekín 2008 donde obtuvo la medalla de bronce. Ese mismo año, se unió al club holandés Haagsche Delftsche Mixed Hockey Club (HDM).
En 2010, obtuvo el título en el Campeonato Mundial realizado en Rosario, Argentina y los Champions Trophy de 2009 y 2010.
Un año después, obtuvo la medalla de plata en los Juegos Panamericanos de 2011 en Guadalajara, México.
Otros logros obtenidos con la Selección fueron la Copa Panamericana de 2009 y la medalla de oro en los Juegos Panamericanos de 2007 en Río de Janeiro.
En junio de 2019, se anunció su regreso a la Selección tras ocho años de su último torneo.
En agosto de 2019, logró la medalla de oro en los Juegos Panamericanos de Lima, Perú.